# 秋元英一
秋元 英一（あきもと えいいち、1943年 - ）は、日本の経済学者。専門はアメリカ経済史。千葉大学名誉教授。元帝京平成大学教授。

## 略歴
- 1943年　東京都に生まれる
- 1966年　東京大学経済学部卒業
- 1968年　同大学院経済学研究科修士課程終了
- 1972年　同博士課程単位取得退学、関東学院大学経済学部講師（-1975年）
- 1972年　関東学院大学経済学部講師（-1975年）
- 1975年　関東学院大学経済学部助教授（-1979年）
- 1979年　千葉大学人文学部助教授（-1981年）
- 1981年　千葉大学法経学部助教授（-1987年)
- 1987年　千葉大学法経学部教授（-2008年）
- 1989年　経済学博士（東京大学）

この間、ノースカロライナ大学チャペルヒル校、ウィスコンシン大学マディソン校などで在外研究。
- 2008年　千葉大学名誉教授、帝京平成大学地域医療学部教授

## 著書

### 単著
- 『ニューディールとアメリカ資本主義――民衆運動の観点から』（東京大学出版会、1989年）
- 『アメリカ経済の歴史　1492－1993年』（東京大学出版会、1995年）
- 『世界大恐慌――1929年に何がおこったか』（講談社［選書メチエ］、1999年／講談社学術文庫、2009年）

### 共著
- （菅英輝）『アメリカ20世紀史』（東京大学出版会、2003年）

### 編著
- 『グローバリゼーションと国民経済の選択』（東京大学出版会、2001年）

### 共編著
- （廣田功・藤井隆至）『市場と地域――歴史の視点から』（日本経済評論社、1993年）
- （小塩和人）『豊かさと環境』（ミネルヴァ書房、2006年）